# Luc Bérimont
 (novembre 2015).
Si vous disposez d'ouvrages ou d'articles de référence ou si vous connaissez des sites web de qualité traitant du thème abordé ici, merci de compléter l'article en donnant les références utiles à sa vérifiabilité et en les liant à la section « Notes et références ».
Luc Bérimont, de son vrai nom André Pierre Leclercq, est un écrivain et poète français né le 16 septembre 1915 à Magnac-sur-Touvre (Charente), mort dans le hameau d'Amblaincourt de la commune d'Hermeray (Yvelines) le 29 décembre 1983.

## Biographie
André Pierre Leclercq, qui choisira pour pseudonyme Luc (patron des imagiers) Bérimont (lieu-dit situé près de sa maison d'enfance à Ferrière-la-Grande)[réf. nécessaire], est originaire des Ardennes et de la région de Maubeuge. C'est cependant à Magnac-sur-Touvre en Charente, qu'il voit le jour le 16 septembre 1915 - sa famille ayant dû se déplacer momentanément, face à l'avancée des troupes allemandes. Son enfance se déroule dans le Nord, dans la maison du Bois Castiau, où règne sa légendaire (?)  grand-mère ardennaise Man Toinette, veuve d'un forgeron de Jernelle. Il fait ses études secondaires à Maubeuge puis une licence en droit à Lille. 
Ses premières aventures poétiques commencent avec la création de la revue Prairie, imprimée et reliée à la main dans une cour de ferme[réf. nécessaire], qui recevra les encouragements de Jean Paulhan et Jean Giono. Pendant la guerre, il publie aux Armées un premier recueil, tiré clandestinement sur la ronéo du Colonel : Domaine de la nuit (1940). Démobilisé, il entre dans la Résistance et publie dans la revue Poètes Casqués de Pierre Seghers.
En 1941 un groupe de jeunes poètes se rassemble autour de Jean Bouhier et René Guy Cadou, à Rochefort-sur-Loire. C'est le temps de l'École de Rochefort, dont les protagonistes diront plaisamment qu'il s'agissait plutôt d'une « cour de récréation », en des temps sombres. Jean Rousselot, Michel Manoll, Guillevic, les peintres Roger Toulouse, Jean Jégoudez en font également partie, sous les figures tutélaires de Max Jacob et Pierre Reverdy.
Remobilisé en 1944, Luc Bérimont rejoint la Première Armée et se retrouve dans l'immédiat après-guerre chargé de l'action culturelle à Baden-Baden. Il y noue des liens d'amitié avec les rares créateurs de la région rescapés de l'époque nazie, notamment le peintre Willy Baumeister. Luc Bérimont crée alors la revue culturelle franco-allemande éditée en deux langues Verger - Die Quelle.
Dès 1948 il devient producteur d'émissions pour la radio, d'abord au Poste Parisien, puis à l'ORTF, et enfin à Radio France. Militant de la culture populaire, c'est à la radio nationale (France Inter, France Culture) qu'il poursuit pendant trente ans, sous des formes diverses, un objectif de diffusion de la poésie : chansons, textes dits, improvisations... Défenseur des « auteurs compositeurs interprètes » et de la chanson française de qualité, il noue des liens d'amitié durables avec Jacques Douai, Georges Brassens, Léo Ferré, Jacques Brel, Guy Béart, Félix Leclerc, Claude Nougaro... qu'il a été parmi les premiers à faire connaître au public. Léo Ferré, notamment, a mis en musique deux de ses poèmes (Noël et Soleil). Dans les années soixante, Lise Médini a mis en musique Je suis plus près de toi et Numance. En 1988, le musicien Reinhardt Wagner a composé un album de chansons interprétées par Jacques Bertin.
Luc Bérimont ne cesse d'affirmer, par ses publications, par les spectacles qu'il organise, sur scène, à la radio, à la télévision, la vitalité d'un courant poétique qui entend rester en prise sur son époque, ne pas se replier dans un hermétisme hautain ou purement formel. Ses émissions, notamment sur France Inter, lui permettent d'atteindre un large public : « Avant Première », « La Parole est à la nuit », « La Fine Fleur de la chanson française », « Jam-sessions chanson-poésie ».
Son œuvre poétique complète comprend trois tomes. Le premier, paru en 2000, en coédition Cherche midi éditeur - Presses Universitaires d'Angers ; les deuxième et troisième, en 2009, ont été édités par les Presses Universitaires d'Angers.
L’œuvre de Luc Bérimont comporte également plusieurs romans, souvent réédités : Le Carré de la vitesse, Les Loups de Malenfance, Le Bruit des amours et des guerres, Les Ficelles.
Son récit d’enfance, Le Bois Castiau, s’est vu décerner le prix Cazes en 1964.
Luc Bérimont a été décoré de la croix de guerre 1939-1945, fait chevalier de l’ordre national du Mérite, chevalier de l’ordre des Arts et des Lettres, chevalier de la Légion d’honneur[Quand ?].
Membre de nombreux jurys dont le Prix Apollinaire, le Prix Mallarmé, le Prix Charles Cros, il fut également président des Écrivains et Artistes de Champagne et lauréat de plusieurs prix littéraires : Prix Cazes, Grand Prix de la Société des Gens de Lettres...
En 2015, le centenaire de la naissance de Luc Bérimont est inscrit sur la liste des Commémorations nationales.

### Famille et mort
Père de cinq enfants, Luc Berimont a eu plusieurs épouses: Eugénie Dietz dont il a eu deux garçons Patrick et Dominique, Suzanne  Spiès avec qui il a eu Olivier et Juliette puis Marie-Hélène Fraïssé.
Luc Bérimont meurt des suites d'un cancer le 29 décembre 1983 près de Rambouillet, dans la maison où il réside avec sa dernière épouse et leur fille Élise, âgée de trois ans. Sa tombe, au cimetière d'Amblaincourt, porte gravé un extrait d'un de ses poèmes : Entre deux paradis - Le sommeil et l'herbage

## Créations radio (Poste Parisien, Radiodiffusion - Télévision française, ORTF, Radio France)
- La Parole est à la Nuit : série de grandes interviews (Utrillo, Pierre Brasseur, Jean Gabin, André Gide, etc.)
- Autres séries : Tout peut recommencer, Dossiers secrets, Les chemins du jour, Jam-sessions chansons-poésie (avec Georges Brassens, Jacques Brel, Léo Ferré, Guy Béart, Félix Leclerc, Barbara, etc.)
- La Fine Fleur de la Chanson française : émission publique au 102, Maison de l'ORTF, puis sur les campus des grandes villes.
- Au Carrefour de la nuit
- Le fil rouge
- Rondes de nuit
- Séries en collaboration : Avant-Premières (1951-1965, avec Jean Grunebaum et Armand Lanoux); C'est Dupont, mon Empereur (feuilleton avec Jean Richard sur France Inter, 1957-1958).
- Dramatiques radio : Les Dormeurs éveillés, Les Vies imaginaires, Présence d'Andersen, La Nuit n'a pas sommeil, Au Sentier des nuages, Lorsqu'en la saison de glace, Noël des bêtes et des hommes, Ailleurs absolu, New-York, Le Plafond, La Rivière sous la scène, Ninsecte, Un Marchand d'Amériques, etc.
- Séries pour la télévision : Les Richesses et les Hommes (1re chaîne, 1961), La Fine Fleur (2e chaîne (1969-1971).

## Œuvre littéraire

### Poésie
- Domaine de la nuit (ronéotypé aux Armées et préfacé par le sergent Maurice Fombeure, 1940).
- Épinal me voici (Cahiers de Rochefort, 1940).
- Le Blason des quatre dimanches (Marcel Boin, 1942).
- Puisque vous êtes chez vous, en collaboration avec Pierre Hiégel (Debresse, 1942).
- Lyre à feu (Debresse, 1943).
- La huche à pain (Amis de Rochefort, 1943).
- La ballade de hurle-cœur (Fanlac, 1946).
- Sur la terre qui est au ciel (L'oiseau-mouche, 1947).
- Bris de clôture (Pierre Boujut, 1948).
- La brioche des morts (Iles de Lérins, 1948).
- Les amants de pleine terre (À l'homme méditant, 1959).
- La forêt (Vincent Montero, 1949).
- Suite (Marcel Boin, 1950).
- Les mots germent la nuit (Seghers, 1951).
- Le lait d'homme (Cahiers de Rochefort, 1952).
- Le grand viager (Nouvelles éditions Debresse, 1954).
- Nourritures (La presse à Bras de Monteiro, 1957).
- L'herbe à tonnerre (Seghers, 1958).
- Les accrus (Seghers, 1963).
- Un feu vivant (Flammarion, 1968).
- L'évidence même (Flammarion, 1971).
- Comptines pour les enfants d'ici et les canards sauvages (Saint-Germain-des-Prés, 1974).
- Demain la veille (Saint-Germain-des-Prés, 1977).
- L'esprit d'enfance (Les éditions ouvrières, 1980).
- L'homme retrait (Rougerie, 1981).
- Reprise du récit (Rougerie 1983).
- Grenier des caravanes (Éditions Caractères, 1983).
- Soleil algonquin (Cahiers Froissart, 1989).
- Poésies complètes, tome 1,1940-1958 (Le Cherche-midi éditeur, 2000).
- Poésies complètes, édition en 3 tomes, sous coffrage. Présentations Jean-Yves Debreuille (Presses Universitaires d'Angers, 2009).
- Portrait de l'artiste en chat crevé, illustrations de Pierre-Olivier Leclercq (éd. du jasmin 2015)
- Le sang des hommes, choix de textes. Préface Marie Hélène Fraïssé, postface Jean-Pierre Siméon  (éd.Bruno Doucey, mars 2015)

### Romans
- Malisette (Amis de Rochefort, 1942).
- Les loups de Malenfance (Julliard, 1949, réédition Marabout, Rombaldi et Phébus, 1987).
- L’Office des ténèbres (Grasset, 1955).
- Le Carré de la vitesse (Fayard, 1958).
- Le bois Castiau, (Robert Laffont, 1963, réédition Rombaldi et Stock, 1980, Prix Cazes). Réédition Castor Astral, avec une préface de Philippe Delerm, mai 2015
- Le bruit des amours et des guerres (Robert Laffont, 1966, Grand prix de la Société des gens de lettres).
- Les Ficelles (Éditeurs Français Réunis, 1974, Grand Prix du Festival du Livre de Nice).

### Études
- Félix Leclerc (1964).
- Jacques Douai, en collaboration avec Marie-Hélène Fraïssé (1974).
- Le surréalisme en question in Permanence du surréalisme, Klincksieck, Cahiers du XXe siècle no 4, (1975).

## Principales récompenses et prix littéraires
- Prix Guillaume-Apollinaire (1959).
- Prix Max-Jacob (1964).
- Prix Cazes (1964).
- Grand prix de la Société des gens de lettres, pour l’ensemble de son œuvre (1967).
- Prix de l’Académie Charles-Cros (1969).
- Prix Thyde Monnier (1975).